# BMW 5系列 (F10)
BMW F10是德國汽車公司BMW在2009年11月23日發表的一款車型，也是BMW 5系列的第六代產品。BMW F10的機箱部分和BMW 7系列 (F01)及6 系列 (F12/F06)相同。BMW F10的設計者是Jacek Fröhlich
。